# 11 mesi e 29 giorni
11 mesi e 29 giorni è un album del gruppo musicale italiano Nuova Compagnia di Canto Popolare, pubblicato dall'etichetta discografica EMI nel 1977.

## Descrizione
L'album è prodotto da Renato Marengo. I brani sono in buona parte tradizionali con musiche rielaborate da Roberto De Simone.

## Tracce
Lato A
1. Italiella – 6:31
2. Masto Ruggiero – 5:58
3. Vurria addeventare soricillo – 3:51
4. Si vide all'animale – 3:15

Durata totale: 19:35
Lato B
1. Giuvanneniello – 4:09
2. Oi nenna nenna – 7:02
3. 11 mesi e 29 giorni – 3:21
4. La palummella – 4:42

Durata totale: 19:14